# Lapidote
Lapidote (nome hebraico que significa "tochas" ou "chamas") foi marido da juíza Débora (Juízes 4:4) e não possui mais relatos na bíblia falando sobre ele.[carece de fontes?]
Os rabinos o identificam com Baraque.